# Dobrošov (Libá)
Dobrošov (německy Tobiesenreuth) je zaniklá vesnice na území obce Libé, v k. ú. Dobrošov v okrese Cheb v Karlovarském kraji. Obec byla zrušena v roce 1973. Dobrošov (Dobrošov u Libé) je také název katastrálního území o rozloze 1,35 km².

## Historie
První písemná zmínka o vesnici pochází z roku 1322, kdy byla zmíněna v rámci tzv. „Chebské zástavy“. Až do roku 1406 patřil pod farnost v Pomezí. Vznikem libské farnosti pak byl automaticky přifařen pod kostel Libé rodu Zedtwitzů, kam až do roku 1850 patřil. Zákonem o prozatímním obecním zřízení z téhož roku se Dobrošov spolu s Hůrkou a Lužnou stal osadou obce Dubina. Dobrošov neměl vlastní školu a děti museli docházet do nedaleké Hůrky, postavené v roce 1874.
Dobrošov byl v roce 1869 osadou obce Eichelberk (Dubina), v letech 1880–1900 osadou Eichelbergu, v letech 1921–1930 osadou obce Eichelberku, v letech 1950–1973 osadou obce Libá v okrese Cheb. Od 1.1.1974 se jako osada neuvádí.
Po druhé světové válce postihl vesnici odsun německého obyvatelstva. Po zrušení obce Dubina byl Dobrošov v roce 1950 začleněn do Libé. Pro blízkost hranic byla obec koncem 60. let devastována s výjimkou části, která sloužila jako stanoviště pohraniční stráže. Dobrošov byl prohlášen za zaniklý v roce 1973.

## Obyvatelstvo
Při sčítání lidu v roce 1921 zde žilo 78 obyvatel, německé národnosti bylo 71 obyvatel, sedm národnosti československé. K římskokatolické církvi se hlásilo 72 obyvatel, jeden k evangelické, pět bylo bez vyznání.
| Rok            | 1869 | 1880 | 1890 | 1900 | 1910 | 1921 | 1930 | 1950 | 1961 | 1970 | 1980 | 1991 | 2001 | 2011 |
| -------------- | ---- | ---- | ---- | ---- | ---- | ---- | ---- | ---- | ---- | ---- | ---- | ---- | ---- | ---- |
| Počet obyvatel | 108  | 103  | 90   | 74   | 70   | 78   | 70   | 32   | 9    | –    | –    | –    | –    | –    |
| Počet domů     | 14   | 14   | 14   | 13   | 13   | 13   | 14   | 13   | 2    | –    | –    | –    | –    | –    |